# Гракх (префект Рима 415 года)
Гракх (лат. Grachus) - политический деятель Западной Римской империи в правление императора Гонория.
Известен из эдиктов в составе Кодекса Феодосия.
24 мая 397 (дата эдикта Гонория и Аркадия) занимал должность консуляра Кампании (лат. Consularis Campaniae).
25 июля 415 года (дата эдикта Гонория и Феодосия) пребывал в должности префекта Рима.
Возможно идентичен Vir clarissimus Аррию Мецию Гракху (лат. Arrius Maecius Grachus).
Предположительно, потомок Фурия Меция Гракха (лат. Furius Maecius Grachus) и Гракха - префекта Рима 376 - 377 гг.